# Marie-Anne de Thun-Hohenstein
Maria Anna von Thun und Hohenstein (née le 27 novembre 1698, morte le 23 février 1716 à Vienne) est princesse de Liechtenstein.

## Biographie
Elle est la fille de Johann Maximilian comte de Thun und Hohenstein et de son épouse Maria Theresia comtesse de Sternberg.
Le 3 février 1716, elle épouse à Vienne l'héritier du trône, le prince Joseph-Jean-Adam, après le décès de sa première épouse Gabrielle qui n'a pas laissé d'héritier mâle.
Cependant, trois semaines après le mariage, la princesse Maria Anna meurt. Son corps est transféré à Vranov dans le caveau de la famille de Liechtenstein et enterré là. Sa tombe est considérée comme perdue.

## Source de la traduction
- (de) Cet article est partiellement ou en totalité issu de l’article de Wikipédia en allemand intitulé « Maria Anna von Thun und Hohenstein » (voir la liste des auteurs).